# Semiothisa majestica
Semiothisa majestica är en fjärilsart som beskrevs av W. Warren 1901. Semiothisa majestica ingår i släktet Semiothisa och familjen mätare. Inga underarter finns listade i Catalogue of Life.